# 元礼臣
元礼臣（599年—660年10月21日），字恭诚，河南郡洛阳县（今河南省洛阳市东）人，追尊魏昭成帝拓跋什翼犍后裔，唐朝官员。

## 生平
李渊起兵攻克长安后，元礼臣归附唐军，侍奉陇西公李建成，唐朝建立后李建成成为太子，元礼臣出任千牛备身。 贞观六年（632年），元礼臣出任游击将军，很快奉唐太宗李世民的诏令出使突厥可汗，返回后出任临泾府果毅都尉，不久升任勋卫郎。元礼臣之后出任窦州道行军总管。贞观十九年（645年），唐太宗亲征高句丽，元礼臣参与了这次战争，因功加上柱国。贞观廿一年（647年），元礼臣出任燕然副都护，很快兼任丰州都督府长史，封临汝县开国子，食邑四百户。贞观二十二年（648年）十月，回纥首领吐迷度被哥哥的儿子乌纥杀死，元礼臣派人欺骗乌纥说：“将上奏朝廷任命你为瀚海都督，替换吐迷度。”乌纥率领轻骑兵前往元礼臣所在之处，跪拜致谢，元礼臣活捉乌纥并将他斩首，把事情上报朝廷。永徽二年（651年），元礼臣加银青光禄大夫，其余官职如故。永徽三年（652年），元礼臣升任使持节、都护燕然金微幽陵龟林灵山昆坚瀚海狼山八都督府、蹛林榆溪鸡田鸡鹿烛龙新黎浑河皋兰皋阙浚稽祁连十一州诸军事。永徽五年（654年），元礼臣出任使持节、都督胜州诸军事、胜州刺史。永徽六年（655年），元礼臣出任都督丰州诸军事、丰州刺史。十一月，西突厥颉苾达度设多次派遣使者请求唐朝讨伐沙钵罗可汗。十一月甲戌（655年12月11日），唐朝朝廷元礼臣册拜颉苾达度设为可汗。元礼臣前往碎叶城，沙钵罗可汗发兵抵抗唐军，元礼臣无法前行。颉苾达度设的部落大多被沙钵罗可汗吞并，剩下的部众势单力孤，颉苾达度设不为突厥百姓所依附，元礼臣最终没有册拜而返回。显庆二年（657年），元礼臣出任汾州刺史，很快转任都督灵盐二州诸军事，之后回朝出任右卫将军。显庆五年（660年），元礼臣出任瀚海道行军总管，当年九月十二日（660年10月21日）在燕然突然发病去世，虚岁六十二。唐高宗诏令赠予使持节、都督凉甘肃伊瓜沙等六州诸军事、凉州刺史，送葬回京。显庆六年岁次辛酉正月丁酉朔十三日己酉（661年2月17日），元礼臣葬于雍州咸阳县奉贤乡德行里的洪渎原，谥号壮公。

## 家庭

### 高祖
- 元景，北魏特进、乐安王[5][7]

### 曾祖
- 元恺，北魏鸿胪宗正二卿、青徐复三州刺史[5]

### 祖父
- 元彻，西魏吏部尚书，北周基沣虞三州刺史，隋朝上开府仪同三司、蓬山郡开国公[5]

### 父亲
- 元诠，北周门正大夫，隋朝左勋卫骠骑将军、兴婺潍陈四州刺史、平凉键为二郡太守、汝梁郡开国公[5]

### 儿子
- 元恽，唐朝越王文学[5]